# Högsta förvaltningsdomstolen (Finland)
Högsta förvaltningsdomstolen (finska: Korkein hallinto-oikeus) är den högsta rättsinstansen för förvaltningsrättsliga mål inom det finländska rättsväsendet.
Domstolen inrättades 1918 och dess grundläggande uppgift är fastställd i Finlands grundlag. Den har sitt säte i Helsingfors. Domstolens chef har titeln president. Övriga domare i högsta förvaltningsdomstolen har titeln justitieråd. Det ska enligt lagen om Högsta förvaltningsdomstolen finnas minst 15 justitieråd, utöver presidenten. Före 2017 hade Högsta förvaltningsdomstolens ledamöter titeln förvaltningsråd.

## Lista över presidenter i Högsta förvaltningsdomstolen
| President             | År        |
| --------------------- | --------- |
| Kaarlo Juho Ståhlberg | 1918–1919 |
| Hugo Rautapää         | 1919–1922 |
| Karl Söderholm        | 1923–1929 |
| Urho Castrén          | 1929–1956 |
| Eino Johannes Ahla    | 1957–1958 |
| Reino Kuuskoski       | 1958–1965 |
| Aarne Nuorvala        | 1965–1982 |
| Antti Suviranta       | 1982–1993 |
| Pekka Hallberg        | 1993–2012 |
| Pekka Vihervuori      | 2012–2018 |
| Kari Kuusiniemi       | 2018–     |

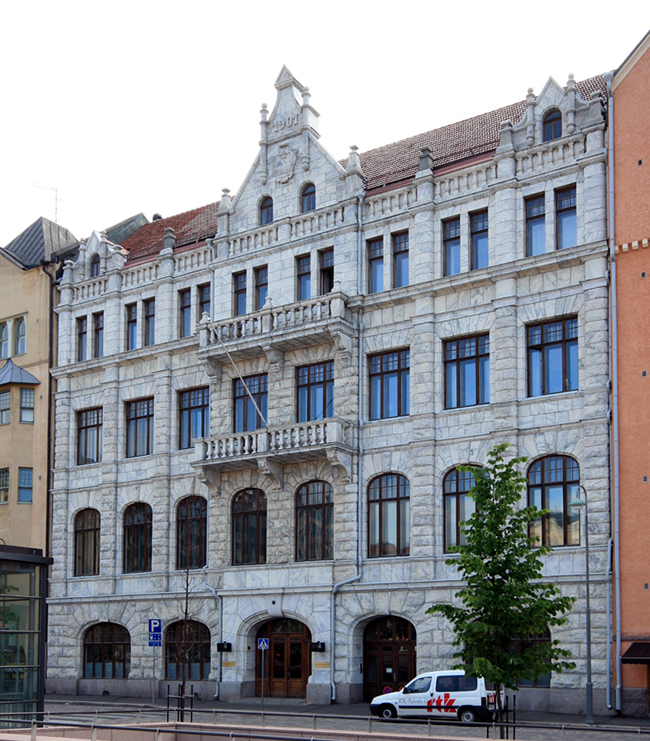
Domstolsbyggnaden på Fabiansgatan i Helsingfors. Byggnaden är ritad av Waldemar Aspelin och stod färdig 1901.
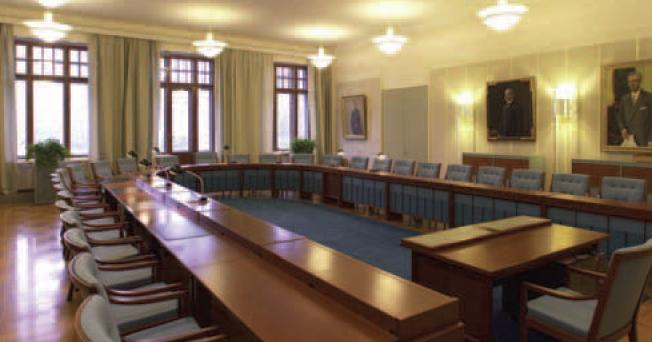
Domstolens plenisal